# François Lagarde (photographe)
Pour les articles homonymes, voir François Lagarde et Lagarde.
François Lagarde, né le 5 mars 1949 à Nîmes et mort le 13 janvier 2017 à Montpellier, est un photographe, éditeur et cinéaste français.

## Biographie
Issu d’une famille franco-suisse, il passe toute son enfance au Havre où son père, Werner Lagarde, pasteur libéral, officie à l'église réformée de 1952 à 1969. De cette enfance havraise, il garde un souvenir anxieux. Dyslexique, l’apprentissage de l’écriture et de l’orthographe est un véritable calvaire. Seule la pratique de la voile au Club des Régates puis bientôt la photographie le comblent. Il dira plus tard : « C'était grave et autour de moi je n'entendais que cette litanie : « il fait des fautes d'orthographe, il fait des fautes d'orthographe... » De ce refrain mon oreille ne retint que fautes au graphe. Je ne vois que cette explication à ce désir précoce. »
En 1962, François Lagarde reçoit son premier appareil photo (un Agfa Rétinette) de son parrain Jean-René Bory, historien et écrivain, spécialiste de l’histoire des Suisses dans le monde, qu’il accompagnera souvent, comme photographe, lors de ses nombreuses recherches iconographiques, notamment au château de Versailles.
Il s’inscrit en 1969 à l’Institut d’art et d’archéologie de Paris où il fait la connaissance de Gérard-Georges Lemaire et d’Alain Pacadis. La photographie, qu’il pratique assidûment depuis son adolescence, le mène d’abord à travailler pour l’Agence Bernand, spécialisée dans le spectacle, où il photographie surtout des comédiens de théâtre. Puis très vite la photographie est un prétexte pour approcher les artistes, performers, musiciens de rock, écrivains et poètes qu’il affectionne : Denis Roche, Roland Barthes, Bernard Lamarche-Vadel, Valère Novarina, Maurice Roche, Dominique Gilbert-Laporte, Jean-Noël Vuarnet, puis plus tard Jacques Derrida, Roger Laporte, Philippe Lacoue-Labarthe, Emmanuel Levinas, ou encore les artistes Jean Azémard, Toni Grand, Jean-Luc Parant, Patrick Saytour, Robert Combas, Hervé Di Rosa, etc.
Les portraits qu’il réalise ont toujours une grande profondeur de champ mais parfois avec un souci de « défocalisation ». La périphérie, le neutre et le net sont des concepts importants dans son travail photographique et cinématographique. « L’image, chez lui, ne renvoie pas à un ailleurs. Elle est sans arrière-monde. » Pas de flou, ni de clair-obscur, juste ce qui est. La photographie qu’il défend est celle qui prend sa source du côté de la peinture hollandaise, ayant consacré certains de ses travaux photographiques aux Vanités.
Au milieu des années 1970, il s’installe à Genève et fait la connaissance de Cozette de Charmoy, artiste-graphiste avec laquelle il collabore souvent, ainsi que de son époux Rodney Grey qui intervient en tant que chef négociateur pour la délégation canadienne dans le cadre du Gatt. Ce dernier l’initie à la pensée de Hegel et d’Alexandre Kojève. Cette rencontre est déterminante puisqu’elle provoque un vif intérêt pour la philosophie et développe une vigilance et un esprit critique. Plus tard il fait sienne une phrase de Denis Roche : « l’espace étant aristocratique et le temps démocratique (essayez donc de renverser la formule !). » Il développe cette idée au cours d’un entretien publié dans la revue Mettray fondée par le photographe et cinéaste Didier Morin : « Jouir de l’espace est un luxe qui demande toujours plus. Un palais ne se décline pas à l’infini. Le temps relève d’une tout autre économie [...]. C’est ce temps démocratique qui m’attire, celui qui se déroule dans l’exercice de la lecture, du parcours de l’œil sur l’image, du défilement de la pellicule et du son, mais surtout du partage de l’unique et de l’intériorité qu’il fabrique. Ce que nous gagnons dans le reproduit m’intrigue bien plus que l’évanouissement de l'aura que Walter Benjamin a si bien éclairé. »
Du 24 au 28 septembre 1975, en compagnie de Gérard-Georges Lemaire, il organise à Genève le « Colloque de Tanger » autour de deux personnalités majeures, Brion Gysin, peintre, écrivain, inventeur du « cut-up » et de la « dreamachine », et William S. Burroughs. Ce colloque donnera lieu à la publication de deux volumes aux éditions Christian Bourgois. À travers eux, ce sont les derniers de la Beat Generation qu’il côtoie et photographie, tels Allen Ginsberg et Gregory Corso, ainsi que les poètes sonores Bernard Heidsieck ou encore Henri Chopin.
Il crée, toujours avec Gérard-Georges Lemaire, en 1976 les éditions « Terra Incognita » puis, en 1977, « Images Nuit Blanche » où la photographie côtoie le texte. Les tirages dépassent rarement les cinquante exemplaires et sont présentés dans des portfolios réalisés entièrement par François Lagarde lui-même, puisqu’il maitrise aussi bien la presse à épreuve que la typographie et la phototypie. « Graphisme, typographie, communication, rien ne fait peur à celui qui fut aussi un homme pragmatique, refusant la hiérarchie culturelle entre les arts nobles et les pratiques secondaires. C’est que la technique lui importe, et qu’il l’aime. » Convaincu que celle-ci a de profondes incidences sur nos modes de pensée.
En 1979 il quitte Genève pour Montpellier où il fonde en 1981 une nouvelle maison d’édition, « Gris banal éditeur », titre qui fait à la fois référence au gris de la photographie mais aussi au plus éloigné possible du nom propre. Il abandonne la typographie et phototypie au profit de l’offset. Il fait paraître un premier titre, « Modèles », portraits de nombreux écrivains connus ou méconnus. Pour François Lagarde, il s’agit de dépasser la simple photo d’identité qu’il qualifie comme faisant partie de l'iconographie chrétienne où le corps est totalement absent. Il préfère mettre en scène son sujet où tout fait signe, aussi bien le corps que l’environnement d’un écrivain ou d’un artiste. « Portraitiste, il a toujours recherché cet instant, où son modèle, quand il pose, retrouve son naturel. C'était à la fois spontané et prémédité. Il ne cherchait pas à idéaliser ceux dont il faisait le portrait, mais à les restituer sur le papier émulsionné, avec leur beauté réelle, entre l'apparence physique et leur intériorité. » Les premiers livres de « Gris banal » : Exode d’Yves di Manno, Légendes de Denis Roche, Légendes de Brion Gysin, Album Ernst Jünger, Jours caucasiens et Jours parisiens de Banine, The Beat Hotel, avec des photographies d’Harold Chapman (en), ainsi que LSD mon enfant terrible du chimiste suisse Albert Hofmann ont tous cette double présence de la photographie et de la littérature. Ces « biophotographies » aux légendes succinctes désacralisent mythe et légende de l’écrivain.
À la fin des années 1990, après avoir enseigné la photographie et la vidéo aux Beaux-Arts de Nîmes, de Marseille puis d’Avignon, il se passionne de plus en plus pour les technologies du numérique et notamment pour le CD-ROM. En 1999, il fonde avec la réalisatrice Christine Baudillon et le créateur multimédia et artiste Lionel Broye une nouvelle maison d'édition « Hors œil éditions » au sein de laquelle sont éditées plusieurs publications sur support CD-Rom présentées en coffret ainsi que de nombreuses œuvres filmiques aussi bien ancrées dans le champ philosophique que musical – deux films consacrés au critique et philosophe Philippe Lacoue-Labarthe, Entretiens de l’île Saint-Pierre où celui-ci converse avec l'écrivain Jean-Christophe Bailly, puis un portrait posthume Philippe Lacoue-Labarthe, Altus », ainsi que « La clairière et le refuge. Roger Laporte, leçons sur Heidegger.
En 2012, il produit, réalise et édite son film Simondon du désert, portrait du philosophe Gilbert Simondon (1924-1989). Un film poético-philosophique où les nombreux dialogues orchestrés par l'écrivain Pascal Chabot avec des spécialistes de la philosophie de Simondon se substituent à l’image absente du philosophe. « Lagarde a su réserver de longues plages de discours indispensables à la compréhension de la pensée simondonienne mais aussi des respirations qui donnent son souffle et son ampleur au film. » Puis il se consacre au montage de son film titanesque, Le Rouge et le Gris. Ernst Jünger dans la Grande Guerre, adaptation du livre de l’écrivain-soldat Ernst Jünger, Orages d'acier (1919), entièrement composé de plus de 3 000 photographies allemandes de la Grande Guerre qu’il recueille pendant plus de vingt ans.
Les films de François Lagarde affichent une certaine prédilection pour le plan-séquence qui permet d’éprouver l’épreuve du temps. Son travail, aussi bien photographique que cinématographique, témoigne d’une obstination pour défendre des pensées dites « marginalisées » qu’il qualifie d’essentielles : « Seuls les irréguliers et les inclassables me touchent car ils sont sans concessions ». À la question posée par Frédéric Joly lors d'un entretien publié dans la revue Septimanie – « Y a-t-il des critères qui président au choix des artistes, penseurs ou musiciens conviés à participer à l'aventure d'un film ? » –, François répondait : « leur complexité, leur courage, leur refus de jouer le jeu des médias ; leur silence, et leur exigence exemplaires. »
De septembre à octobre 2014, la Maison Européenne de la Photographie lui consacre une exposition qui retrace son parcours de photographe des années 70 à nos jours.
Le 24 octobre 2018 sort en salle à Paris le film Le Rouge et le Gris.

## Expositions

### Expositions personnelles
- 1978 – Portfolios et photographies – Genève, Fondation Simon Patino
- 1979 – Vaniture ! – Montpellier, galerie MedaMothi
- 1994 – Photographies 1969/1992 – Marseille, galerie de Marseille
- 1995 – Ernst Jünger 100 ans – Péronne, Historial de la Grande Guerre
- 1998 – Durban, Centre culturel français (Afrique du Sud)
- 2013 – Intrications, Bill, Brion and friends – Marseille et Tanger, cipM
- 2014 – Portraits – Paris, Maison Européenne de la Photographie
- 2014 – Hors œil éditions (films, photographies, livres) – Bordeaux, Médiathèque Mériadeck
- 2015 – Artistes et philosophes – Montpellier, galerie AL/MA

### Expositions collectives
- 1977 – Nova Convention – New York, Librairie Book’s & Co
- 1979 – Burroughs & Co – Bruxelles, Raffinerie du Plan K
- 1981 – Portfolios – Londres, Photographer’s Gallery
- 1981 – Portraits d’écrivains – Bordeaux, CAPC
- 1982 – Une autre photographie – Créteil, Maison de la Culture
- 1986 – Le Gorille blanc – Toulouse, Centre d’Art contemporain
- 1987 – Japon Art vivant – Marseille, Vieille Charité
- 2014 – Artistes mauvais genre – Paris, galerie Addict

## Éditions et publications

### Terra Incognita – Genève
- 1976 – Du côté de l’imagimère, Christian Prigent, 26 p., broché, 2 ill, tiré à 120 exemplaires dont 20 numérotés de I à XX.
- 1976 – Le chant du jardin, Dante Gabriel Rossetti, traduit de l’anglais par Gérard-Georges Lemaire.
- 1976 – Ville de Troie/Troy town, Dante Gabriel Rossetti, éd. bilingue, traduit de l’anglais par Gérard-Georges Lemaire et illustré par Cozette de Charmoy.
- 1977 – Qui a tué Henry Moore ?, Yves di Manno, 120 exemplaires dont 20 numérotés de I à XX, 2 ill., 32 p.

### Nuit blanche/ Image Nuit blanche – Genève
- 1977 - Vanitas Nature Morte, portfolio de 7 photographies fabriqué par François Lagarde, tiré à 25 exemplaires numérotés de 1 à 25 et signé par l'auteur.
- 1977/1978 – François Lagarde, série de 10 cartes postales en phototypie
- 1978 – Les évidents de Daniel Mauroc, Prison de Arnheim, Village des évidents, Cimetière invalide, François Lagarde, 10 photographies n/b, 10 exemplaires numérotés de 1 à 10.
- 1978 – Suppôt, François Lagarde, portfolio de 5 photographies n/b, 25 exemplaires numérotés de 1 à 25.
- 1978 – Prig’de vue, François Lagarde & Christian Prigent, portfolio de 5 photographies, couverture de Christian Prigent, préface de Jean-Pierre Verheggen, L’mains, et notes marginales de Christian Prigent, tiré à 35 exemplaires signés par les auteurs, dont 5 exemplaires numérotés de I à V avec une œuvre originale de Christian Prigent.
- 1978 – La fuite de Bouche, François Lagarde & Valère Novarina, portfolio de 7 photographies, fabriqué par François Lagarde avec une couverture de Valère Novarina, à l’occasion de la première représentation de ce spectacle mis en scène par Bernard Ballet au Nouveau Théâtre National de Marseille, Compagnie Marcel Maréchal, accompagné d’un texte de Gérard-Georges Lemaire (L’échonomie du texte) et de l’affiche du spectacle par Michel Rossignon. Il est tiré à 35 exemplaires, signés par François Lagarde, Valère Novarina, Gérard-Georges Lemaire et Michel Rossignon dont 5 exemplaires de tête numérotés de I à V avec un dessin original de Valère Novarina et 30 exemplaires numérotés de 1 à 30.
- 1978 – Sollers, drôle de numéro, portfolio fabriqué par François Lagarde et tiré à 50 exemplaires numérotés de 1 à 50 et signés par l’auteur.
- 1979 – Maurice Roche, François Lagarde, portfolio de 5 photographies, couverture de Maurice Roche, tiré à 35 exemplaires signés par Maurice Roche et François Lagarde dont 5 exemplaires de tête numérotés de I à V avec un dessin original de Maurice Roche et 30 exemplaires numérotés de 1 à 30.
- 1979 – Arthur Aeschbacher, François Lagarde, portfolio de 5 photographies, préface de Gérard-Georges Lemaire, L’os sur la table, couverture d’Arthur Aeschbacher, tiré à 35 exemplaires dont 5 numérotés de I à V avec une œuvre originale d’Arthur Aeschbacher.
- 1979 – Cozette de Charmoy, François Lagarde, portfolio de 5 photographies, préface de Dominique Bedou, L’avant-voir est forclos, couverture et une typotypie de Cozette de Charmoy, tirés à 35 exemplaires numérotés et signés par les auteurs, dont 5 numérotés de I à V avec une œuvre originale de Cozette de Charmoy.
- 1979 – Ernst Jünger, portfolio de 11 photographies fabriqué par François Lagarde avec une couverture dessinée par Ernst Jünger accompagné de son ciel astral établi et commenté par Jacques Delord. Ces photographies ont été prises en marge du film, Ernst Jünger, un veilleur solitaire de Jacques Delord, réalisé par Franco Contini pour la chaîne de télévision T.F.1. Ce portfolio est tiré à 35 exemplaires, numérotés de 1 à 35 et signés par Ernst Jünger, Jacques Delord et François Lagarde.
- 1979 – Vanitas nature morte, François Lagarde, portfolio de 7 photographies, tiré à 25 exemplaires numérotés de 1 à 25 et signés par l’auteur.
- 1980 – Vaniture !, François Lagarde, portfolio de 7 photographies accompagné d’un conglomérat de Jean-Marc Ferrari, Vanity Case, sur papier de sécurité, tiré à 15 exemplaires numérotés de I à XV, signés par F. L. et J.-M. F.

### Gris banal, éditeur – Montpellier
- 1981 – Modèles, no 1, François Lagarde, 51 photographies n/b., broché
- 1981 – L’exode, François Lagarde & Yves di Manno, texte d’Yves di Manno, 32 photographies de F. Lagarde, broché.
- 1981 – Légendes de Denis Roche. Essai de photo-autobiographie, Denis Roche, 116 p., broché.
- 1983 – Légendes de Brion Gysin, Brion Gysin, traduit par Brice Matthieussent, 28 ill, 60 p., broché.
- 1983 – Photo Album Ernst Jünger, François Lagarde, 174 ill., légendes des illustrations traduites en français et en anglais  par Henri Hillebrand, 192 p., broché.
- 1984 – The Beat Hotel, Harold Chapman, éd. Bilingue, Avant-propos par Williams S. Burroughs, The Beat Hotel par Brion Gysin, 200 illustrations n/b par H. Chapman, légendes par Claire Parry, traduction par Brice Matthieussent, 190 p.
- 1985 – Jours caucasiens. Autobiographie, Banine, avant-propos d’Ernst Jünger, 33 ill. n/b, 260 p.
- 1986 – Technik, Dirk Leach, traduit de l’anglais (E.U.) par Brice Matthieussent, éd. bilingue, 53 ill. n/b, broché, 102 p.
- 1988 – Entre deux mondes, Roger Laporte, 16 photos n/b de François Lagarde, relié, 72 p.
- 1988 – La main gauche et la main droite, Jean-Luc Parant, 23 photos n/b de François Lagarde, postface de Jean-Marc Ferrari, relié, 72 p.
- 1989 – LSD mon enfant terrible, Albert Hofmann, traduit de l’allemand par Didier Aviat, 18 ill. n/b, broché, 200 p.
- 1998 – 1001 nuits, François Lagarde & Jean-Marc Ferrari.
- 1990 – Jours parisiens. Récit, Banine, 1 ill. n/b, broché, 212 p.
- 1990 – Toros Pornos, Hervé di Rosa, 12 ill.

### Hors œil éditions – Montpellier
Publication de CD-Rom
- 1999 – Proëme de Jean-Claude Milner - CD-Rom
- 2000 – Proëme de Roger Laporte - CD-Rom
- 2003 – Proëme de Jean Azémard - CD-Rom
- 2007 – Le Rouge et le Gris, Ernst Jünger dans la Grande Guerre - CD-Rom

Publications de Mini CD-Rom
- 2008 – 360° de Denis Roche - Mini CD-Rom
- 2008 – 360° de Albert Hofmann - Mini CD-Rom
- 2008 – 360° de Robert Combas - Mini CD-Rom
- 2008 – 360° de Jean-Christophe Bailly - Mini CD-Rom
- 2008 – 360° de Jean Louis Schefer - Mini CD-Rom
- 2008 – 360° de Jean-Luc Nancy - Mini CD-Rom
- 2008 – 360° de Catherine Malabou - Mini CD-Rom
- 2008 – 360° de Frédéric Jacques Temple - Mini CD-Rom

Publication de films DVD
- 2004 – Siegfried Kessler A Love Secret – Christine Baudillon.
- 2006 – Les objets amusés de Michel Giroud – François Lagarde.
- 2006 – Proëme de Philippe Lacoue-Labarthe – Christine Baudillon & François Lagarde.
- 2008 – Joëlle Léandre Basse continue – Christine Baudillon.
- 2001 – La Clairière et le Refuge. Roger Laporte, leçons sur Heidegger – François Lagarde.
- 2011 – Daunik Lazro Horizon vertical – Christine Baudillon.
- 2012 – Simondon du désert – François Lagarde.

### Publications chez d’autres éditeurs
- 1976 – Poste vaticane, Cozette de Charmoy & François Lagarde, portfolio, 17 photographies n/b et un timbre-poste collage original, 25 ex. numérotés de I à XXV, Paris-Genève, Éditions Ottezec.
- 1976 – Le colloque de Tanger, portfolio, texte de Gérard-Georges Lemaire, 10 tirages originaux de François Lagarde, 80 ex. dont 5 H.C., Genève, Éditions Ottezec.
- 1995 – Visite chez les morts, François Lagarde et Ernst Junger, 30 exemplaires sur Arches. Cinq portraits de Jünger tirés par François Lagarde, 32 pages ‒ 28 x 38 cm. Éditions Fata Morgana/Grande collection Hôtel du Grand Miroir.
- 2013 – Brion Gysin. Sans légendes, François Lagarde, présentation par Gérard-Georges Lemaire, 33 ill. n/b, 48 p., publié à l’occasion du « Colloque à Tanger », Tanger-Marseille, cipM/spectres familiers.
- 2015 – Bonjour Monsieur Champignon, François Lagarde, Dossier Mescaline 55 / Cahier critique de poésie, 29, CipM Marseille.

## Filmographie
- 2006 – Entretiens de l’île Saint-Pierre – 140 min. Le philosophe Philippe Lacoue-Labarthe s’entretient avec l’écrivain Jean-Christophe Bailly. En coréalisation avec Christine Baudillon. Production et édition DVD Hors Œil Éditions.
- 2006 – Les objets amusés de Michel Giroud – 82 min. Portrait du critique, théoricien et performer Michel Giroud. Production et édition DVD Hors Œil Éditions.
- 2008 – L’autre peine, documentaire sur la toxicomanie – 96 min. Maison d'arrêt de Villeneuve-lès-Maguelone. En coréalisation avec Christine Baudillon. Production Hors Œil Éditions.
- 2010 – Deep tones for peace, documentaire musical – 86 min. En coréalisation avec Christine Baudillon. Production Hors Œil Éditions / Edition DVD Kadima Collective, Israël.
- 2011 – La clairière et le refuge. Roger Laporte, leçons sur Heidegger – 146 min. Production et édition DVD Hors Œil Éditions.
- 2012 – Simondon du désert, documentaire de création – 110 min. Approche de l’œuvre du philosophe Gilbert Simondon. Production et édition DVD Hors Œil Éditions.
- 2013 – Philippe Lacoue-Labarthe, Altus – 67 min. En coréalisation avec Christine Baudillon. Portrait de l'écrivain essayiste Philippe Lacoue-Labarthe. Production Hors Œil Éditions.
- 2017 – Le Rouge et le Gris, Ernst Jünger dans la Grande Guerre – 208 min. Baldanders films.

## Programmations
- 1975 – Le Colloque de Tanger, Genève, avec Gérard-Georges Lemaire, autour de Brion Gysin et William S. Burroughs
- 1985 – Colloque Ernst Jünger, Montpellier, en présence d’Ernst Jünger et d’Albert Hofmann.
- 1995 – Visions d’Ernst Jünger, Montpellier, colloque organisé par François Lagarde à la Maison de Heidelberg.